# Alejandro Marañón
Alejandro Marañón Pérez (Cartaya, España; 15 de mayo de 1980) es un exfutbolista español. Juega de defensa y actualmente está sin equipo.

## Trayectoria
Alejandro Marañón, más conocido como Marañón, es un jugador de fútbol español nacido en Huelva, juega en la posición de lateral izquierdo.
Su andadura como futbolista empezó en el RCD Mallorca B, aunque fue varias veces convocado con el primer equipo, llegando a participar en la Copa Intertoto en el verano de 1999. 
Ha militado en las categorías inferiores del Sevilla y con el primer equipo llegó a jugar seis partidos en Liga y 4 en Copa del Rey en la temporada 2003-04.
En la temporada 2004-05 fichó por el Real Murcia, donde estuvo 5 temporadas y consiguió un ascenso a Primera División. Al finalizar la temporada 2008-2009 fue incluido en un ERE por el club grana y acabó llegando a un acuerdo para rescindir su contrato, que finalizaba en 2010.

## Clubes
| Club             | País   | Año       |
| ---------------- | ------ | --------- |
| RCD Mallorca B   | España | 1999-2000 |
| AD Cartaya       | España | 2000-2001 |
| Sevilla Atlético | España | 2001-2003 |
| Sevilla FC       | España | 2003-2004 |
| Real Murcia      | España | 2004-2009 |